# شهرو (شخصیت‌های شاهنامه)
شهرو یا شهروی
مطابق شاهنامه فردوسی پس از مرگ هرمز دوم یا اورمزد پسر نرسی شاه ایران چون وارث سلطنت  خردسال بود. و طبق بعضی از منابع شاه ایران در شکم مادر بود. به همین دلیل عهده‌دار امور مملکتی موبدی بهنام شهرو بود که به مدت چندین سال امور مملکت را عهده‌دار بودند. اما بنابر غرر السیر ثعالبی، دستوران، سران و مرزبانان و پیرامونیان هرمز، شاپور ذوالکتاف و دربار او را در میان گرفتند و کاخ وی را رها نمی‌کردند، و از مرزها نگهداری می‌کردند، و کارهای کشور را می‌پیراستند و بر داراییها خزانه می‌افزودند و فرمانداران و کارگذاران را سامان می‌دادند و به سپاهیان آرایش می‌بخشیدند و آنان را برای نبرد آماده می‌کردند. و کارها را همانگونه که در روزگار هرمز بود، می‌چرخاندند. که این مطلب با تاریخ طبری نیز سازگار است. اما بنا بر شاهنامه فردوسی تا زمان به تخت نشستن شاپور ذوالکتاف امور کشور به دست موبدی خردمند و شایسته و شادکامی به نام شهرو یا شهروی بود. شهرو بر زیرگاه تخت شاپور ذوالکتاف خردسال می‌نشست و در پیش شاپور کمر بندگی بسته بود. و از آن پس شهرو گیتی را با داد و خِرد نگاه داشت و سپاهیان را به هر نیکی رهنمون بود. بدین گونه گنج و سپاه شاپور را و ایوان و تخت او را به نیکی بیآراست. این چنین بود تا این که هشت سال بگذشت. شاپور نخستین بار در سن پنج سالگی از خود هوش و استعداد نشان داد. پس‌از هشت سال شاپور ذوالکتاف با فرّ و یال و برومند گشت. 
| یکی موبدی بود شهرو به نام     |  | خردمند و شایسته و شادکام   |
| بیامد به‌کرسی زرّین نشست        |  | میان پیش او بندگی را ببست  |
| جهان را همی داشت با داد و رای |  | سپه را بهر نیک و بد رهنمای |
| پراگنده گنج و سپاه ورا        |  | بیاراست ایوان و گاه ورا    |
| چنین تا برآمد برین پنج سال    |  | بر افراخت آن کودک خرد یال  |
| .                             |  | ....                       |
| به هشتم شد آیین تخت و کلاه    |  | تو گفتی کمر بست بهرام‌شاه   |